# 科切托克
49°52′42″N 36°43′46″E / 49.87833°N 36.72944°E

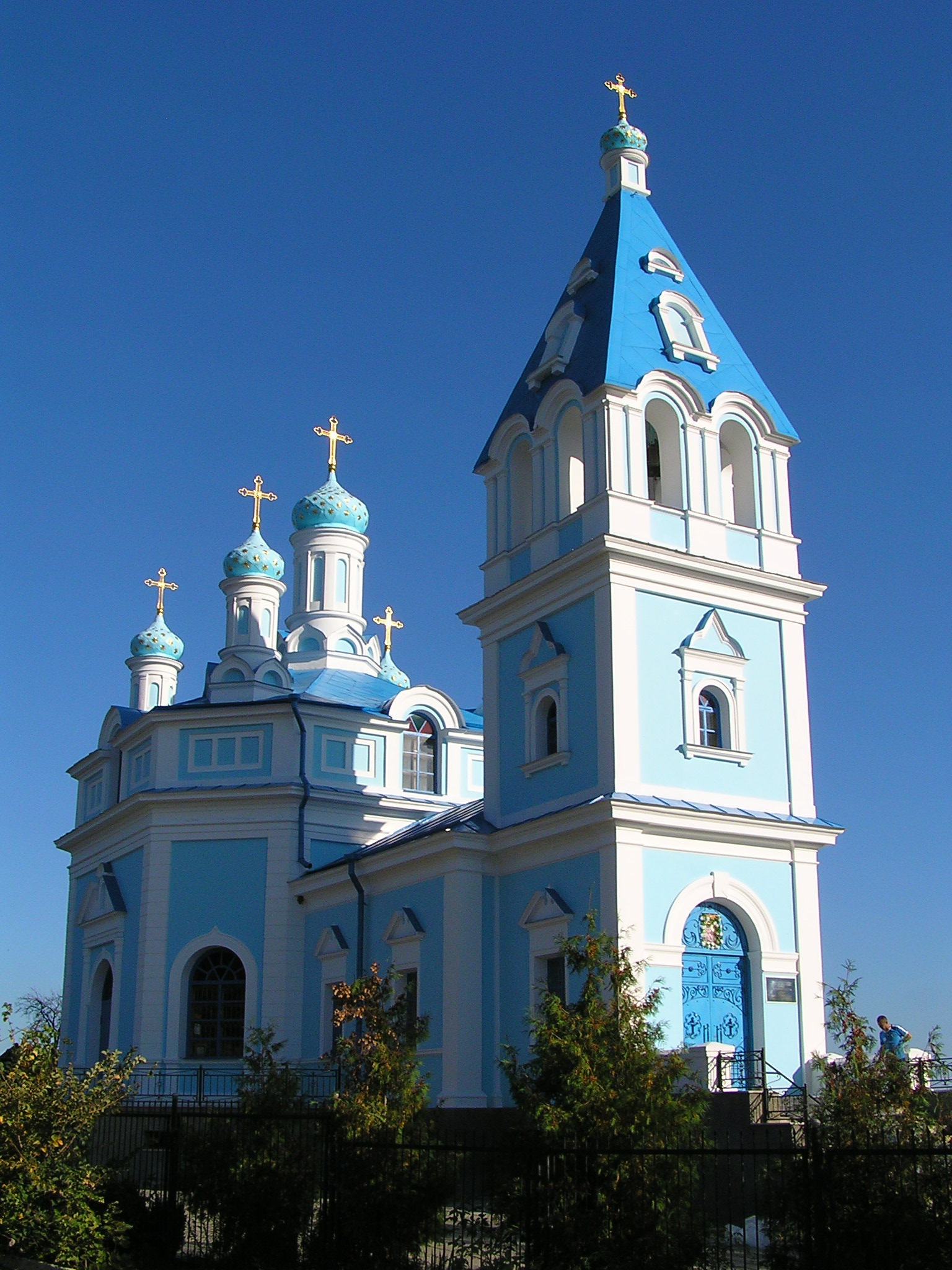
教堂

科切托克（烏克蘭語：Кочеток）是位於烏克蘭東部的市級鎮，由哈爾科夫州丘胡伊夫区的丘胡伊夫市鎮負責管轄。該鎮始建於1641年，面積1.53平方公里，海拔高度163米，2001年人口3,633，人口密度每平方公里2,374.5人。